# Старогольське (Воронезька область)
Старогольське (рос. Старогольское) — село у Грибановському районі Воронезької області Російської Федерації.
Населення становить 116 осіб (2010). Входить до складу муніципального утворення Новогольське сільське поселення.

## Історія
Населений пункт розташований у історичному регіоні Чорнозем'я.
За даними на 1859 рік у державному селі Старогольське (Старогальське) Новохоперського повіту Воронізької губернії мешкало 736 осіб (373 чоловіки та 363 жінки), налічувалось 99 дворових господарств.
Станом на 1886 рік у селі Новогольської волості Новохоперського повіту населення становило 1038 осіб, налічувалось 134 двори, існувала лавка.
За переписом 1897 року кількість мешканців зросла до 1270 осіб (639 чоловічої статі та 631 — жіночої), з яких 1152 — православної віри.
За даними на 1900 рік населення зросло до 1369 осіб (705 чоловічої статі та 664 — жіночої), налічувалось 181 дворове господарство.
Від 1935 року належить до Грибановського району, спочатку в складі Центрально-Чорноземної області, а від 1934 року — Воронезької області.
Згідно із законом від 15 жовтня 2004 року входить до складу муніципального утворення Новогольське сільське поселення.

## Населення
| 2010 |
| ---- |
| 116  |